# Au bout de la nuit (film, 1961)
Pour les articles homonymes, voir Au bout de la nuit.
Pour plus de détails, voir Fiche technique et Distribution.
Au bout de la nuit (titre original : Something Wild) est un film américain réalisé par Jack Garfein, sorti en 1961.

## Synopsis
Victime d'un viol, la jeune New-Yorkaise Mary Ann (Carroll Baker) rompt avec sa famille et ses études et trouve un travail de vendeuse. En pleine dépression, elle tente de se suicider en se jetant d'un pont et est sauvée par un jeune homme, Mike (Ralph Meeker), qui la recueille chez lui et la séquestre dans l'espoir de se faire aimer d'elle. 

## Fiche technique
- Titre : Au bout de la nuit
- Titre original : Something Wild
- Réalisation : Jack Garfein
- Assistant réalisateur : Jim Di Gangi, Angelo Laiacona
- Scénario : Jack Garfein d'après le roman Mary Ann d'Alex Karmel
- Photographie : Eugen Schüfftan
- Montage : Carl Lerner (de)
- Musique : Aaron Copland
- Production : George Justin
- Société de production : Prometheus Enterprises Inc., United Artists
- Pays de production : États-Unis
- Langue : anglais
- Format : Noir et blanc - 35 mm - 1,37:1 - Son mono (Westrex Recording System)
- Genre : Film noir, drame, rape and revenge
- Durée : 112 minutes
- Dates de sortie : 
  - États-Unis :23 décembre 1961
  - France : 1962

## Distribution
- Carroll Baker : Mary Ann Robinson
- Ralph Meeker : Mike
- Mildred Dunnock : Mrs. Gates
- Jean Stapleton : Shirley Johnson

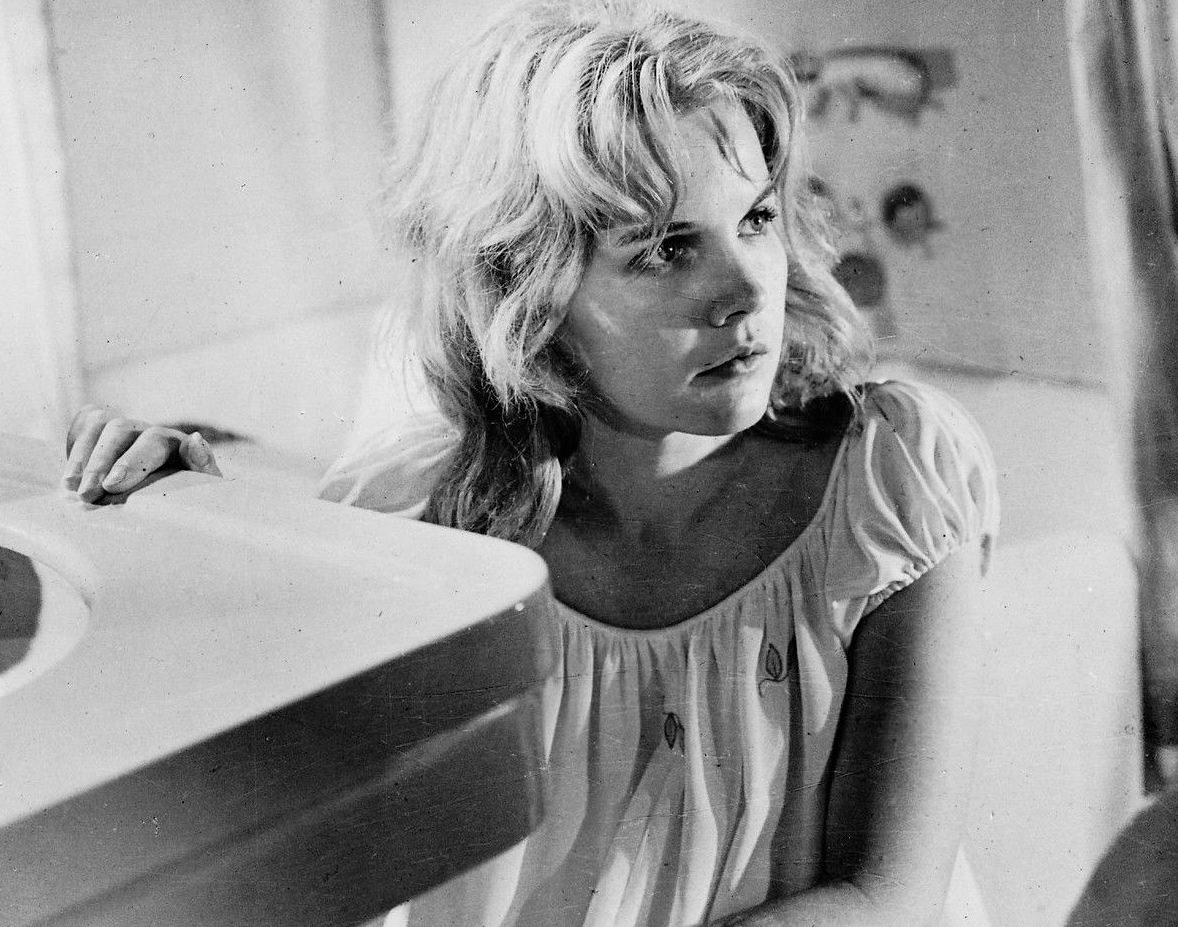
Carroll Baker dans une scène du film.

- Doris Roberts : une collègue de Mary Ann
- Clifton James : le détective Bogart
- George L. Smith (en) : le gérant
- Tanya Lopert : Une cliente
- William Hickey (non crédité)
- Diane Ladd (non créditée)
- Logan Ramsey (en) (non crédité)

## Autour du film
- Le film a été tourné à New York, en partie dans le quartier du Bronx et de Manhattan.
- C'est le second et dernier film de Jack Garfein.